# Ustascia
Gli ùstascia o ustàscia (in croato ustaša, plurale ustaše, derivante dal verbo ustati o ustajati che significa "alzarsi in piedi, insorgere, ribellarsi") furono un movimento nazionalista e clerico-fascista croato di estrema destra guidato da Ante Pavelić e creato nel 1929, alleato dei nazisti tedeschi e dei fascisti italiani nella seconda guerra mondiale, che si opponeva al Regno di Jugoslavia a predominio serbo.
Originariamente il termine era utilizzato dagli slavi dei Balcani per indicare coloro che lottavano contro i turchi.

## Storia

### Origine
Il movimento trae origine dal Partito Croato dei Diritti (Hrvatska Stranka Prava - HSP), di ispirazione nazionalista e autonomista, fondato nel 1861 dall'avv. Ante Starčević. Negli anni 1920 Ante Pavelić emerge come figura di spicco, divenendone leader e rappresentante al parlamento di Belgrado. In questo periodo stabilisce i primi contatti con il regime fascista italiano. Ante Pavelić diede al partito un'impronta insurrezionale, anticomunista, anticapitalista e particolarmente aggressiva. Il metodo con cui voleva ottenere l'indipendenza era quello dell'insurrezione armata, che si tradusse spesso in atti di terrorismo.
Con il colpo di Stato di Alessandro I del 6 gennaio 1929, seguente agli spari nel parlamento in cui venne ucciso il deputato croato Radić il 19 giugno 1928, i vertici dell'HSP, tra cui lo stesso Ante Pavelić, espatriarono e si stabilirono in Italia, Austria, Germania e Ungheria. Dall'estero iniziarono una forte propaganda rivolta alle varie comunità di croati sparsi per l'Europa, ottenendo finanziamenti, asilo e strutture (in particolare campi di addestramento) da Mussolini, il quale voleva sfruttare il nazionalismo croato con l'obiettivo di disgregare e destabilizzare il Regno di Jugoslavia. Da questo momento il movimento prende il nome di ùstascia.

### Presa del potere

La bandiera dello Stato Indipendente di Croazia.

Negli anni 1930 gli ùstascia si avvicinarono alla Germania di Hitler, nella quale individuarono un protettore più forte e affidabile, sia economicamente che politicamente. In questo contesto il 9 ottobre 1934 il Re Alessandro I viene ucciso da un terrorista bulgaro appartenente all'Organizzazione Rivoluzionaria Interna Macedone, Vlado Černozemski, a Marsiglia. Nel 1941 Hitler invase la Jugoslavia su cui regnava Pietro II, figlio di Alessandro, con l'operazione 25. Il regno di Jugoslavia ben presto cadde e i nazisti poterono creare lo Stato Indipendente di Croazia retto dagli Ustascia, ma in realtà Stato fantoccio sotto il controllo di tedeschi e italiani.
Costituito il Partito unico dello Stato Indipendente di Croazia (1941), con l'aiuto dei nazionalisti, dell'Italia fascista e la benevolenza della Germania nazionalsocialista, gli ustascia iniziarono una politica di ricostruzione nazionale per rendere il Paese partecipe dello sforzo bellico dell'Asse.

### Durante la seconda guerra mondiale

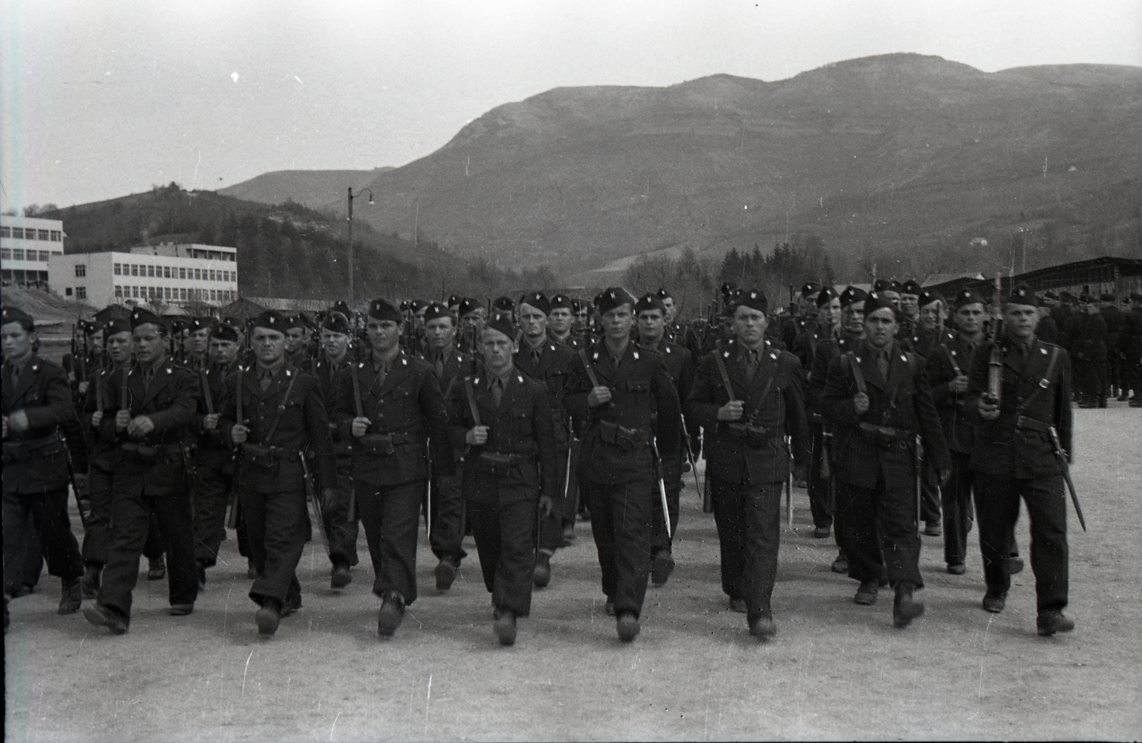
Un reparto ustascia a Sarajevo nel 1942.

Inizialmente gli ustascia dovettero misurarsi con i cetnici (i serbi monarchici) e con i partigiani comunisti di Tito; in questa guerra erano supportati dalle truppe tedesche e italiane. Con il tempo però i cetnici diventarono collaborazionisti del nazifascismo italo-tedesco e loro nemici principali restarono i partigiani di Tito.
Alla politica di repressione della popolazione croata, prima della guerra, da parte delle autorità serbo-jugoslave, seguì una pesante azione del regime ustascia contro serbi, ebrei ed altri potenziali oppositori. Furono internati serbi, comunisti, ebrei e zingari. Vennero allestiti diversi campi di concentramento, dei quali uno dei più famosi fu il campo di concentramento di Jasenovac.
Le cifre stimate dei decessi nei campi di concentramento ùstascia sono state oggetto di forti speculazioni politiche e non si conoscono con esattezza. Nel 1946 i libri della RFS di Jugoslavia stabilivano in 700.000 il numero dei serbi uccisi e questa cifra venne utilizzata da Mose Pijade e da Edvard Kardelj per chiedere i risarcimenti alla Germania dopo la guerra. Il Centro Simon Wiesenthal parla di 500.000 serbi uccisi, 250.000 espulsi, 250.000 convertiti in maniera forzata al cattolicesimo e di migliaia di ebrei e zingari uccisi.

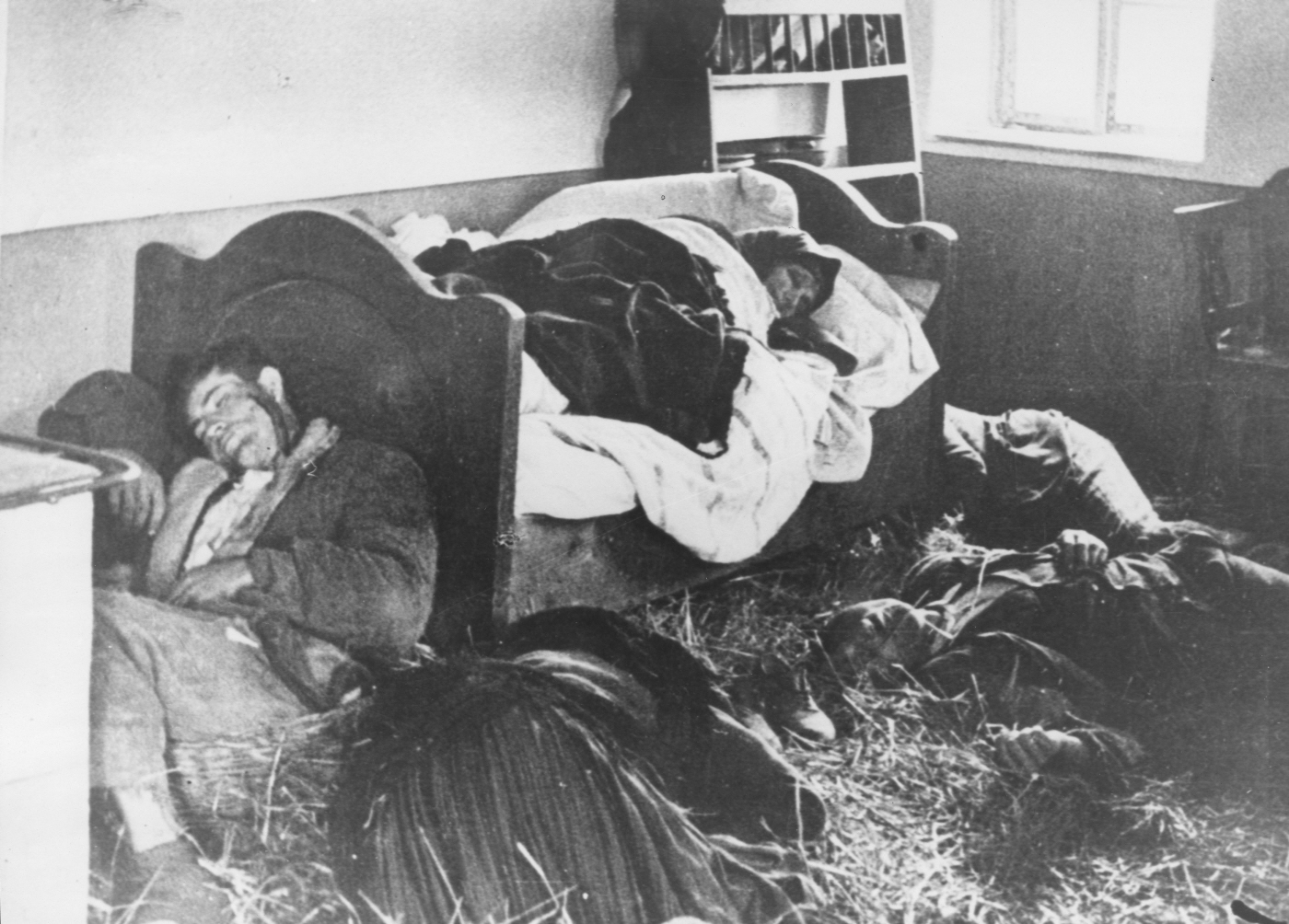
Famiglia serba massacrata nella propria casa durante un raid degli Ustascia.

Il numero esatto delle vittime della guerra in Jugoslavia durante la seconda guerra mondiale non può essere noto a causa di cinquant'anni di disinformazione intenzionale da parte dei governi croato-jugoslavi, di gruppi di esiliati serbi, e altri. Tuttavia, è probabile che circa un milione di persone di tutte le nazionalità siano morte di cause legate alla guerra in tutta la Jugoslavia durante tutta la seconda guerra mondiale. Ben 125.000 serbi sono morti per cause connesse con la guerra.
Durante la dittatura ustascia era proibita alla stampa la pubblicazione delle omelie pronunciate nell'arcidiocesi di Zagabria dall'arcivescovo di Zagabria, Alojzije Viktor Stepinac, il quale contrastò la politica del Poglavnik Pavelić difendendo le minoranze ebreo-serbe. Tuttavia, come evidenziato dallo scrittore Rivelli nel dopoguerra le autorità jugoslave consegnano al rappresentante ufficiale della Santa Sede in Jugoslavia un'ampia documentazione sulle attività collaborazioniste di monsignor Stepinac e di gran parte del clero croato con la dittatura di Ante Pavelić, invitando la Santa Sede a spostare Stepinac in altra nazione ed evitare un processo per l'accusa di collaborazionismo con il governo ustascia. La Santa Sede confermerà ruolo e permanenza del monsignor Stepinac che verrà poi processato e condannato a 16 anni di lavori forzati.

### Dopo la guerra
Alla fine della seconda guerra mondiale, le parti superstiti delle forze armate croate (soprattutto ustascia), assieme a migliaia di civili, iniziarono a ripiegare verso l'Austria e, dopo combattimenti durati fino al 15 maggio 1945, si arresero all'esercito partigiano. Tutti i rifugiati che avevano cercato di consegnarsi alle forze britanniche in Austria furono respinti verso le posizioni titine.
L'evento simbolo di questo periodo è rappresentato dal massacro di Bleiburg nella cittadina austriaca di Bleiburg. Tutti i croati non uccisi sul posto furono costretti a camminare per decine di chilometri (una marcia della morte in seguito denominata nella libellistica croata križni put, cioè Via Crucis) attraverso la Jugoslavia. Lungo il percorso gli ufficiali partigiani serbi organizzarono ripetute esecuzioni di massa di cui furono trovate tracce dopo l'indipendenza di Slovenia e Croazia negli anni novanta. Molti ex-ustascia che si rifugiarono in paesi occidentali vennero scovati e uccisi da agenti dei servizi segreti jugoslavi. Alcuni di questi vennero uccisi anche in Italia.

## Ideologia
Gli Ustascia aspiravano ad uno Stato etnicamente puro da elementi non-croati. Per questo motivo, i serbi che vivevano in quelle zone erano considerati un ostacolo. Le evidenze storiche dimostrano una precisa volontà politica di rendere la Croazia un Paese omogeneo da un punto di vista etnico e religioso a spese delle minoranze.

## Sostegno di esponenti ecclesiastici
Riguardo al sostegno di ecclesiastici allo Stato Ustascia, esistono diverse evidenze storiche, collegate soprattutto al più esteso fenomeno delle "Ratlines". Il frate cattolico Miroslav Filipović-Majstorović era ad esempio il comandante del complesso di Jasenovac. Il Vaticano nell'immediato dopoguerra favorì la fuga degli ùstascia: lo stesso Pavelić si rifugiò in un monastero in Austria spacciandosi per un monsignore, quindi ottenne asilo politico in Argentina dopo aver fatto tappa a Roma.
Tuttavia, non mancarono opposizioni di esponenti anche molto elevati della gerarchia cattolica (e dello stesso papa) nettamente avversi e contrastanti nei confronti dell'ideologia e della prassi violenta del movimento. Caso esemplare del cardinal Alojzije Viktor Stepinac che simpatizzò inizialmente per la conquista del potere degli ùstascia salvo poi ricredersi radicalmente constatandone il razzismo e le violenze.